# Detlef Lorenz
Pour les articles homonymes, voir Lorenz.
Detlef Lorenz (né le 6 décembre 1938 à Hirschberg-des-Monts-des-Géants et mort le 4 février 2019 à Berlin) est un chercheur et auteur allemand en histoire culturelle.

## Biographie
Lorenz étudie l'histoire de l'art et le journalisme à l'Université libre de Berlin. Il travaille ensuite pendant 40 ans dans la publicité et l'information dans l'industrie. Dans ses recherches et ses publications, il s'intéresse d'abord à l'histoire de la publicité, en particulier à la publicité ancienne collectant des images (par exemple images Liebig (de)) et les artistes qui ont conçu ces images ; Le résultat est la monographie Reklamekunst um 1900. En collaboration avec le Musée des Cultures européennes de Berlin, il développe des expositions sur ce sujet. Cela donne lieu à des études approfondies sur des artistes moins connus ou oubliés, en particulier ceux de la première moitié du XXe siècle ou des artistes du cercle de Gerhart Hauptmann (Josef Block, Johannes Maximilian Avenarius (de)). Son œuvre la plus connue est Künstlerspuren in Berlin, un aperçu complet des sites de création et de mémoire des artistes visuels à Berlin, du baroque à nos jours. Lorenz contribue de nombreux articles à l'Allgemeines Künstlerlexikon et co-éditeur et éditeur des actes de la conférence annuelle du groupe de travail Bild Druck Papier (de). Il a pu terminer son dernier projet de livre sur Pressezeichner und Presse-Illustrationen im Berlin der Weimarer Republik, mais décède peu de temps avant la publication de la publication. 
Detlef Lorenz décède à Berlin-Steglitz. Son urneest enterrée dans le cimetière de Stahnsdorf dans la région d'Epiphanien, champs 7 à 9 sous l'arbre numéroté 49.